# Simone Bertoletti
Simone Bertoletti (Mantua, 25 augustus 1974) is een Italiaans voormalig professioneel wielrenner. Hij reed in zijn carrière onder meer zes seizoenen voor Lampre.

## Belangrijkste overwinningen
1997
- 5e etappe Ronde van Polen

2003
- 1e etappe Ronde van Romandië

## Resultaten in voornaamste wedstrijden
| Jaar | Ronde van Italië | Ronde van Frankrijk | Ronde van Spanje |
| ---- | ---------------- | ------------------- | ---------------- |
| 1997 |                  |                     |                  |
| 1998 |                  |                     |                  |
| 1999 | 83e              |                     | opgave           |
| 2000 | 87e              |                     | 73e              |
| 2001 | 82e              |                     | 132e             |
| 2002 | opgave           |                     | 31e              |
| 2003 | 88e              |                     | 143e             |
| 2004 |                  |                     | opgave           |

| Jaar | Milaan-San Remo | Gent-Wevelgem |
| ---- | --------------- | ------------- |
| 1997 | 153e            |               |
| 1998 |                 | 94e           |
| 1999 |                 | 91e           |
| 2000 |                 |               |
| 2001 |                 |               |
| 2002 |                 |               |
| 2003 |                 |               |
| 2004 |                 |               |